# Nordberliner SC
Nordberliner SC is een Duitse voetbalclub uit het Berlijnse stadsdeel Heiligensee.

## Geschiedenis
De club ontstond in 2002 door een fusie tussen SC Tegel en SC Heiligensee. SC Tegel was de succesrijkste van de twee. In 1962 werd de club kampioen van Berlijn en nam deel aan het Duitse amateurkampioenschap en bereikte de finale, die voor 12.000 toeschouwers gewonnen werd van TuRa Bonn. De club promoveerde naar de Berliner Stadtliga, maar kon het niveau niet aan en degradeerde. Door de invoering van de Bundesliga belandde de club het volgende seizoen in de derde klasse. In 1965 promoveerde de club naar de Regionalliga Berlin (tweede klasse), maar degradeerde opnieuw na één seizoen.
Na degradatie uit de Amateurliga Berlin in 1973 zonk de club weg naar de lagere reeksen. Van 2008 tot 2010 speelde de club nog in de Berlin-Liga, de hoogste Berlijnse speelklasse en de zesde klasse in Duitsland. In 2013 keerde de club hier terug naartoe. Na vijf seizoenen volgde een nieuwe degradatie. In 2023 zakte de club verder weg naar de Bezirksliga en een jaar later naar de Kreisliga.